# Kotkan Työväen Palloilijat
El Kotkan Työväen Palloilijat (o KTP) és un club esportiu finlandès de la ciutat de Kotka, destacat en les seccions del futbol i el basquetbol.

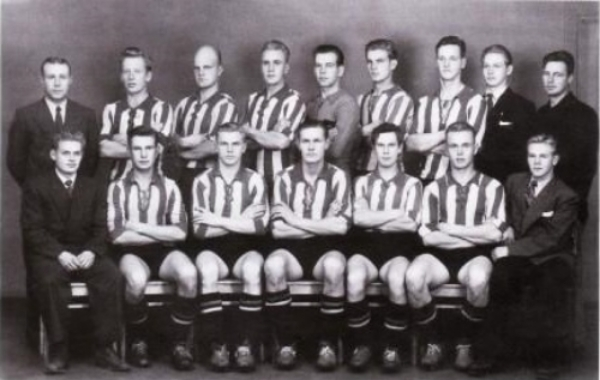
KTP campió el 1951

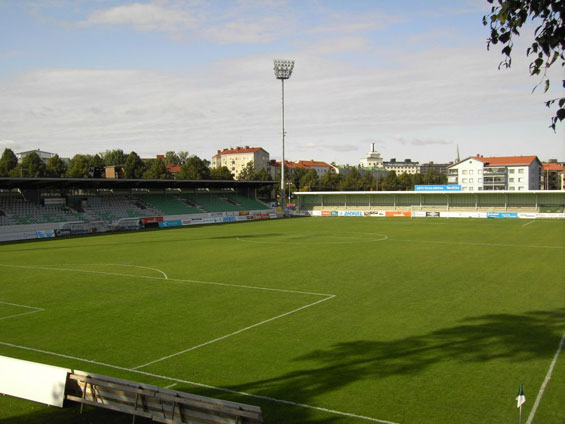
Arto Tolsa-Areena

Va ser fundat el 1927 i els seus colors són el verd i el blanc.

## Futbol
El KTP té una llarga tradició al futbol finès. Fou dos cops campió de la lliga de Finlàndia i quatre més de la copa del país. L'any 2000, va descendir de la Veikkausliiga a l'Ykkönen (segona divisió), i finalment sofrí una fallida econòmica que el portà a les categories inferiors. El FC KooTeePee, que fou creat originàriament com a equip reserva, esdevingué independent el 2000 i actualment juga a la Veikkausliiga.

### Palmarès
- Lliga finlandesa de futbol (2):
  - 1951, 1952

- Copa finlandesa de futbol (4):
  - 1958, 1961, 1967, 1980

## Basquetbol
El KTP també destacà en la secció de bàsquet, amb un total de 6 lligues i nou copes fineses. Actualment, el club se centra en les categories inferiors, mentre que la secció professional ha esdevingut independent amb el nom de KTP-Basket.

### Palmarès
- Lliga finlandesa de bàsquet (6):
  - 1958, 1967, 1988, 1991, 1993, 1994

- Copa finlandesa de bàsquet (9):
  - 1978, 1983, 1984, 1985, 1987, 1990, 1993, 2003, 2004